# Couilly-Pont-aux-Dames
Couilly-Pont-aux-Dames è un comune francese di 2 139 abitanti situato nel dipartimento di Senna e Marna nella regione dell'Île-de-France.

## Società

### Evoluzione demografica
Abitanti censiti